# Sclerochloa
Sclerochloa és un gènere de plantes de la família de les poàcies, ordre de les poals, subclasse de les commelínides, classe de les liliòpsides, divisió dels magnoliofitins.

## Taxonomia
- Sclerochloa arenaria A. Gray
- Sclerochloa borreri (Bab.) Bab.
- Sclerochloa californica Munro
- Sclerochloa distans (L.) Bab.
- Sclerochloa dura (L.) Beauv.
- Sclerochloa maritimus Lindl.